# 絶望少女達
絶望少女達（ぜつぼうしょうじょたち）は、日本のテレビアニメ『さよなら絶望先生』シリーズに登場する2のへ組女子生徒役の出演声優で構成された声優ユニット。

## 概要
同アニメシリーズのオープニングテーマやエンディングテーマを、大槻ケンヂやROLLYと、あるいはユニット単独で担当。また、キャラクターソングアルバムとして『絶望歌謡大全集』シリーズや『かくれんぼか鬼ごっこよ』、ベストアルバムとして『絶望大殺界』が発売されている。
『さよなら絶望先生』のメディアミックス展開が終了するに従ってユニットも自然消滅したが、本作の原作者久米田康治による『かくしごと』が2020年にテレビアニメ化されるにあたり、大槻ケンヂとのコラボレーション企画でおよそ9年ぶりに新曲がリリースされた。ただし、『さよなら絶望先生』で製作を担ったスターチャイルド（キングレコード）ではなく、『かくしごと』で製作を担ったエイベックス・ピクチャーズからのリリースとなっている。

## メンバー
参加しているのは以下の10人。
| 声優       | キャラクター       |
| ---------- | ------------------ |
| 野中藍     | 風浦可符香(P.N)    |
| 井上麻里奈 | 木津千里           |
| 小林ゆう   | 木村カエレ         |
| 沢城みゆき | 関内・マリア・太郎 |
| 新谷良子   | 日塔奈美           |
| 真田アサミ | 常月まとい         |
| 谷井あすか | 小森霧             |
| 後藤邑子   | 小節あびる         |
| 松来未祐   | 藤吉晴美           |
| 後藤沙緒里 | 加賀愛             |

オープニングテーマには、野中藍・井上麻里奈・小林ゆう・新谷良子・沢城みゆきの5人が、エンディングテーマには、真田アサミ・谷井あすか・後藤邑子・松来未祐の4人が参加している場合が多い。また、曲によって参加声優が変わるので以下のディスコグラフィを参照されたい。

## イベント参加
- 2009年1月18日にLIQUIDROOMで行われた大槻ケンヂと絶望少女達 激レアか!?たった一度のかくれんぼか鬼ごっこよ、2009年8月23日にさいたまスーパーアリーナで行われたAnimelo Summer Live 2009 -RE:BRIDGE-には、野中藍、新谷良子、小林ゆう、沢城みゆきの4人が絶望少女達として出演した。
- 2009年10月31日に日比谷野外大音楽堂で行われた絶望葬会in日比谷野音では野中藍、井上麻里奈、新谷良子、真田アサミ、後藤邑子、松来未祐、後藤沙緒里が参加した。
- 2011年4月24日に日比谷野外大音楽堂で行われた咲く乱状態 in 日比谷野音2011では野中藍、井上麻里奈、新谷良子、沢城みゆきが参加した。

## ディスコグラフィ
複数人の声優名のみの名義は全て大槻ケンヂと絶望少女達名義。

### シングル
|   | CDタイトル                             | トラック | 曲名                              | メンバー                                                                     |
| - | -------------------------------------- | -------- | --------------------------------- | ---------------------------------------------------------------------------- |
| 1 | 人として軸がぶれている                 | 1        | 人として軸がぶれている            | 大槻ケンヂと絶望少女達（野中藍、井上麻里奈、小林ゆう、沢城みゆき、新谷良子） |
| 1 | 人として軸がぶれている                 | 2        | 強引niマイYeah〜                  | 野中藍、井上麻里奈、小林ゆう、新谷良子                                       |
| 2 | 絶世美人                               | 1        | 絶世美人                          | 野中藍、井上麻里奈、小林ゆう、新谷良子                                       |
| 2 | 絶世美人                               | 2        | かげろう                          | 野中藍、真田アサミ、谷井あすか                                               |
| 3 | 空想ルンバ                             | 1        | 空想ルンバ                        | 大槻ケンヂと絶望少女達（野中藍、井上麻里奈、小林ゆう、沢城みゆき、新谷良子） |
| 3 | 空想ルンバ                             | 2        | 恋路ロマネスク                    | 谷井あすか、真田アサミ、後藤邑子、松来未祐                                   |
| 4 | マリオネット                           | 1        | マリオネット                      | ROLLYと絶望少女達（谷井あすか、真田アサミ、沢城みゆき、後藤邑子、松来未祐）  |
| 4 | マリオネット                           | 2        | オマモリ                          | 野中藍、井上麻里奈、小林ゆう、新谷良子                                       |
| 5 | 林檎もぎれビーム!                      | 1        | 林檎もぎれビーム!                 | 大槻ケンヂと絶望少女達（野中藍、井上麻里奈、小林ゆう、沢城みゆき、新谷良子） |
| 5 | 林檎もぎれビーム!                      | 2        | きまぐれあくびちゃん              | 大槻ケンヂと絶望少女達（小林ゆう、沢城みゆき）                               |
| 6 | 絶望レストラン                         | 1        | 絶望レストラン                    | 谷井あすか、真田アサミ、後藤邑子、松来未祐                                   |
| 6 | 絶望レストラン                         | 2        | 金魚の接吻                        | 真田アサミ、谷井あすか                                                       |
| 7 | 暗闇心中相思相愛                       | 2        | プライベイトレッスン              | 木村カエレ（小林ゆう）                                                       |
| 8 | メビウス荒野〜絶望伝説エピソード1      | 1        | メビウス荒野〜絶望伝説エピソード1 | 大槻ケンヂと絶望少女達（野中藍、井上麻里奈、小林ゆう、沢城みゆき、新谷良子） |
| 9 | 愛がゆえゆえ/あれから(絶望少女達 2020) | 2        | あれから(絶望少女達 2020)         | 大槻ケンヂと絶望少女達（野中藍、井上麻里奈、小林ゆう、沢城みゆき、新谷良子） |

### アルバム
| サントラ 1 | 絶望劇伴撰集                                                    |    |                                                          | |
| サントラ 1 | 絶望劇伴撰集                                                    | 32 | 人として軸がぶれている（テレビサイズ）                   | 大槻ケンヂと絶望少女達（野中藍、井上麻里奈、小林ゆう、沢城みゆき、新谷良子）                                             |
| サントラ 1 | 絶望劇伴撰集                                                    | 33 | 絶世美人（テレビサイズ）                                 | 野中藍、井上麻里奈、小林ゆう、新谷良子                                                                                   |
| サントラ 1 | 絶望劇伴撰集                                                    | 34 | 強引niマイYeah〜（テレビサイズ）                         | 野中藍、井上麻里奈、小林ゆう、新谷良子                                                                                   |
| 1          | さよなら絶望先生 キャラクターソングアルバム 絶望歌謡大全集      |    |                                                          | |
| 1          | さよなら絶望先生 キャラクターソングアルバム 絶望歌謡大全集      | 1  | 神様との約束                                             | 風浦可符香（野中藍） feat.音無芽留                                                                                       |
| 1          | さよなら絶望先生 キャラクターソングアルバム 絶望歌謡大全集      | 2  | 薔薇の棺                                                 | 木津千里（井上麻里奈）                                                                                                   |
| 1          | さよなら絶望先生 キャラクターソングアルバム 絶望歌謡大全集      | 3  | かげろう（粘着質倍増）                                   | 小森霧（谷井あすか）、常月まとい（真田アサミ）                                                                           |
| 1          | さよなら絶望先生 キャラクターソングアルバム 絶望歌謡大全集      | 4  | 主人公                                                   | 日塔奈美（新谷良子） |
| 1          | さよなら絶望先生 キャラクターソングアルバム 絶望歌謡大全集      | 5  | MISS UNIVERSE(S)                                         | 木村カエレ（小林ゆう） feat.関内・マリア・太郎（沢城みゆき）                                                             |
| 1          | さよなら絶望先生 キャラクターソングアルバム 絶望歌謡大全集      | 6  | fetish                                                   | 小節あびる（後藤邑子）、藤吉晴美（松来未祐）                                                                             |
| 1          | さよなら絶望先生 キャラクターソングアルバム 絶望歌謡大全集      | 7  | 絶世美人（お色直しモード）                               | 野中藍、井上麻里奈、小林ゆう、新谷良子                                                                                   |
| 1          | さよなら絶望先生 キャラクターソングアルバム 絶望歌謡大全集      | 8  | デッド・ラインダンス、デス                               | 野中藍、井上麻里奈、小林ゆう、沢城みゆき、新谷良子、谷井あすか、真田アサミ、後藤邑子、松来未祐                           |
| 1          | さよなら絶望先生 キャラクターソングアルバム 絶望歌謡大全集      | 10 | ゴゴゴ・ビューティー                                     | 木村カエレ（小林ゆう）                                                                                                   |
| サントラ 2 | 俗・絶望劇伴撰集                                                |    |                                                          | |
| サントラ 2 | 俗・絶望劇伴撰集                                                | 26 | 絶望先生えかきうた                                       | 木津千里（井上麻里奈）、久藤准（水島大宙）                                                                               |
| サントラ 2 | 俗・絶望劇伴撰集                                                | 28 | トロイメライ                                             | 風浦可符香（野中藍） |
| サントラ 2 | 俗・絶望劇伴撰集                                                | 29 | 空想ルンバ（テレビサイズ）                               | 大槻ケンヂと絶望少女達（野中藍、井上麻里奈、小林ゆう、沢城みゆき、新谷良子）                                             |
| サントラ 2 | 俗・絶望劇伴撰集                                                | 30 | 恋路ロマネスク（テレビサイズ）                           | 谷井あすか、真田アサミ、後藤邑子、松来未祐                                                                               |
| サントラ 2 | 俗・絶望劇伴撰集                                                | 31 | マリオネット（テレビサイズ）                             | ROLLYと絶望少女達（谷井あすか、真田アサミ、沢城みゆき、後藤邑子、松来未祐）                                              |
| サントラ 2 | 俗・絶望劇伴撰集                                                | 32 | オマモリ（テレビサイズ）                                 | 野中藍、井上麻里奈、小林ゆう、新谷良子                                                                                   |
| ベスト     | 絶望大殺界                                                      |    |                                                          | |
| ベスト     | 絶望大殺界                                                      | 11 | リリキュアGO!GO!                                         | イヤボン戦士リリキュア（キッチリ（井上麻里奈）、カフカ（野中藍）、普通（新谷良子））                                     |
| ベスト     | 絶望大殺界                                                      | 12 | ほれっ・ぽい                                             | 井上麻里奈、真田アサミ、谷井あすか                                                                                       |
| ベスト     | 絶望大殺界                                                      | 13 | はっぴぃ☆なんちゃら                                      | 糸色望（神谷浩史）、日塔奈美（ナーミン）（新谷良子）                                                                     |
| ベスト     | 絶望大殺界                                                      | 14 | 豚のご飯                                                 | 大槻ケンヂと木村カエレ（小林ゆう）                                                                                       |
| 2          | かくれんぼか鬼ごっこよ                                          |    |                                                          | |
| 2          | かくれんぼか鬼ごっこよ                                          | 1  | Intro - 大槻ケンヂと絶望少女達                           | 大槻ケンヂと絶望少女達（野中藍、井上麻里奈、小林ゆう、新谷良子、沢城みゆき、谷井あすか、真田アサミ、後藤邑子、松来未祐） |
| 2          | かくれんぼか鬼ごっこよ                                          | 2  | ニート釣り                                               | 野中藍、井上麻里奈、小林ゆう、新谷良子、沢城みゆき                                                                       |
| 2          | かくれんぼか鬼ごっこよ                                          | 3  | 空想ルンバ - 少女が違うVER                               | 谷井あすか、真田アサミ、後藤邑子、松来未祐                                                                               |
| 2          | かくれんぼか鬼ごっこよ                                          | 4  | 綿いっぱいの愛を! 絶望少女版                             | 野中藍、小林ゆう、新谷良子、沢城みゆき、真田アサミ、松来未祐                                                             |
| 2          | かくれんぼか鬼ごっこよ                                          | 5  | 絶望遊戯                                                 | 井上麻里奈、松来未祐 |
| 2          | かくれんぼか鬼ごっこよ                                          | 6  | ヒキツリピカソ・ギリギリピエロ                           | 沢城みゆき |
| 2          | かくれんぼか鬼ごっこよ                                          | 7  | 無神論者たちが聖夜に                                     | 野中藍、新谷良子 |
| 2          | かくれんぼか鬼ごっこよ                                          | 8  | 人形たち                                                 | 野中藍 |
| 2          | かくれんぼか鬼ごっこよ                                          | 9  | 人として軸がぶれている - 少女が違うVER                   | 谷井あすか、真田アサミ、後藤邑子、松来未祐                                                                               |
| 2          | かくれんぼか鬼ごっこよ                                          | 10 | さよなら!絶望先生                                        | 野中藍、井上麻里奈、小林ゆう、新谷良子                                                                                   |
| 2          | かくれんぼか鬼ごっこよ                                          | 11 | おやすみ - END                                           | 谷井あすか、真田アサミ                                                                                                   |
| 2          | かくれんぼか鬼ごっこよ                                          | 12 | 空想ルンバらっぷ                                         | 大槻ケンヂと絶望少女達（野中藍、井上麻里奈、小林ゆう、新谷良子、沢城みゆき） feat.らっぷびと                             |
| 3          | 懺・さよなら絶望先生 キャラクターソングアルバム 絶望歌謡大全集2 |    |                                                          | |
| 3          | 懺・さよなら絶望先生 キャラクターソングアルバム 絶望歌謡大全集2 | 1  | ピッコロ                                                 | 風浦可符香（野中藍） |
| 3          | 懺・さよなら絶望先生 キャラクターソングアルバム 絶望歌謡大全集2 | 2  | 古都に佇む女                                             | 木津千里（井上麻里奈）                                                                                                   |
| 3          | 懺・さよなら絶望先生 キャラクターソングアルバム 絶望歌謡大全集2 | 3  | 金魚の接吻                                               | 小森霧（谷井あすか）、常月まとい（真田アサミ）                                                                           |
| 3          | 懺・さよなら絶望先生 キャラクターソングアルバム 絶望歌謡大全集2 | 4  | 36.7℃（主人公その似）                                    | 日塔奈美（新谷良子） |
| 3          | 懺・さよなら絶望先生 キャラクターソングアルバム 絶望歌謡大全集2 | 5  | フラジール・ガール                                       | 木村カエレ（小林ゆう）                                                                                                   |
| 3          | 懺・さよなら絶望先生 キャラクターソングアルバム 絶望歌謡大全集2 | 6  | 星の金貨山                                               | 関内・マリア・太郎（沢城みゆき）                                                                                         |
| 3          | 懺・さよなら絶望先生 キャラクターソングアルバム 絶望歌謡大全集2 | 7  | キリトリ線                                               | 小節あびる（後藤邑子）                                                                                                   |
| 3          | 懺・さよなら絶望先生 キャラクターソングアルバム 絶望歌謡大全集2 | 8  | 羽根ペンの魔法                                           | 藤吉晴美（松来未祐） |
| 3          | 懺・さよなら絶望先生 キャラクターソングアルバム 絶望歌謡大全集2 | 9  | 灰かぶりの少女                                           | 加賀愛（後藤沙緒里） |
| 3          | 懺・さよなら絶望先生 キャラクターソングアルバム 絶望歌謡大全集2 | 10 | 絶望レストラン（極悪ノ華達）                             | 小森霧（谷井あすか）、常月まとい（真田アサミ）、小節あびる（後藤邑子）、藤吉晴美（松来未祐）                             |
| 3          | 懺・さよなら絶望先生 キャラクターソングアルバム 絶望歌謡大全集2 | 11 | 密室ロッカーズ・ルーム                                   | 風浦可符香（野中藍）、木津千里（井上麻里奈）、木村カエレ（小林ゆう）、日塔奈美（新谷良子）                               |
| サントラ 3 | 懺・絶望劇伴撰集                                                |    |                                                          | |
| サントラ 3 | 懺・絶望劇伴撰集                                                | 31 | 林檎もぎれビーム!（テレビサイズ）                        | 大槻ケンヂと絶望少女達（野中藍、井上麻里奈、小林ゆう、沢城みゆき、新谷良子）                                             |
| サントラ 3 | 懺・絶望劇伴撰集                                                | 32 | 絶望レストラン（テレビサイズ）                           | 谷井あすか、真田アサミ、後藤邑子、松来未祐                                                                               |
| サントラ 3 | 懺・絶望劇伴撰集                                                | 34 | プライベイトレッスン（テレビサイズ）                     | 木村カエレ（小林ゆう）                                                                                                   |
| リミックス | スタ☆リミ STARCHILD REMIX COLLECTION                            |    |                                                          | |
| リミックス | スタ☆リミ STARCHILD REMIX COLLECTION                            | 3  | 人として軸がぶれている 〜Asmodae’s Pandaemoniumu remix〜 | 大槻ケンヂと絶望少女達（野中藍、井上麻里奈、小林ゆう、沢城みゆき、新谷良子）                                             |